# Rester Peak
Der Rester Peak ist ein 3638 m hoher Berg im ostantarktischen Viktorialand. In der Royal Society Range ragt er 2 km nordöstlich des Mount Rucker auf. 
Das Advisory Committee on Antarctic Names benannte ihn 1994 nach dem US-amerikanischen Astrophysiker A. Carl Rester von der University of Florida, der für die Instrumentierung eines Ballons für astrophysikalische Untersuchungen verantwortlich war, der im Januar 1988 in Antarktika aufgestiegen ist.